# Rhoeidium vestitum
Rhoeidium vestitum là một loài thực vật có hoa trong họ Đào lộn hột. Loài này được (Engl.) Greene miêu tả khoa học đầu tiên năm 1905.